# Slobodan Škrbić
Slobodan Škrbić (Belgrado, 18 ottobre 1944 – Belgrado, 16 marzo 2022) è stato un calciatore jugoslavo, di ruolo difensore.

## Carriera
Debuttò da professionista nel 1961 con la Stella Rossa, di cui diventò una delle bandiere. Vinse quattro campionati della RSF di Jugoslavia e altrettante Coppe di Jugoslavia.
All'inizio della stagione 1971-1972 si trasferì in Francia, al Lilla, dove chiuse la carriera.

## Palmarès
- Campionati della RSF di Jugoslavia: 4

Stella Rossa: 1963-1964, 1967-1968, 1968-1969, 1969-1970
- Coppe di Jugoslavia: 4

Stella Rossa: 1964, 1968, 1970, 1971